# Ølen

Brasão da antiga comuna de Ølen

Ølen foi uma comuna do condado de Rogaland, Noruega, até 1 de janeiro de 2006, quando foi incorporada à comuna de Vindafjord. Ølen possuía 184 km² de área e 3.426 habitantes (censo de 2004). Sua capital era a cidade de Ølensjøen.
Em 1 de janeiro de 2002, Ølen foi transferida do condado de Hordaland para o condado de Rogaland.